# Termes romanes de Lleida
Les termes romanes de Lleida són unes termes a la ciutat de Lleida on s'han realitzat intensives excavacions des de l'any 1992, gestionades per la Secció Municipal d'Arqueologia de Lleida. Aquesta entitat financia les obres, es fa càrrec de l'emmagatzematge dels béns mobles i del registre d'excavació i assumeix la publicació de resultats i la divulgació del patrimoni històric. Moltes de les excavacions realitzades estan relacionades amb la construcció de nous edificis, especialment al barri històric de la ciutat. El resultat patrimonial de les excavacions ha estat divers. En alguns casos, ha condicionat el projecte original i ha permès crear nous espais públics per visualitzar les restes descobertes; en d'altres, ha fet que es conservessin i es protegissin les estructures més significatives sota les noves edificacions; i en altres casos, un cop exhaurits els nivells antròpics, s'ha pogut seguir amb el projecte original.

## Descobriment
Cal dir que el descobriment de les termes es produí de forma simultània en dues excavacions de l'antic barri de Magdalena. La proximitat i la superfície investigada (2.200 metres quadrats) de les dues ha permès reconstruir la planta total del complex, part de l'urbanisme adjacent i els canvis que la construcció d'aquest provocà. Al carrer Remolins, sobre una superfície excavada de 950 metres quadrats, hem descobert tot el cos de bany de les termes i part d'una piscina –natatio– pertanyent a la palestra. A l'oest d'aquest solar, i dins els límits de l'excavació del carrer Democràcia, concretament en el seu extrem oriental, hem documentat la façana oest del complex, el vestibulum i el tancament de l'apoditeri. En general, l'estat de conservació de les termes en alçada és força dolent, i moltes vegades, la traça deixada per l'extracció dels blocs de la fonamentació és l'única evidència arqueològica que permet restablir la planta. Es tracta d'unes termes d'aproximadament 1.800 metres quadrats de superfície polaritzades en dos espais: una palestra i un cos de bany. La construcció és perfectament ortogonal amb un cos central, compost per la successió de tres àmbits rectangulars disposats sobre un eix lineal que devia implicar als usuaris un recorregut d'anada i tornada per les mateixes habitacions.
A l'oest del cos de bany hi havia una gran palestra de 625 metres quadrats, i a l'est un espai o corredor rectangular on es devien disposar els serveis (praefurnium, conduccions, etc.), encara en procés d'excavació. Al nord, un gran apoditeri o basílica rectangular unia la façana oest del complex amb el frigidari al mateix temps que tancava pel nord la palestra. Trencant la tendència axial de tot complex, es documenta a l'extrem nord-est i adossat al frigidari un espai de planta quadrada amb hipocaust, encara en procés d'excavació, que podria pertànyer a una sudatio. Amb caire de provisionalitat, ja que cap de les dues excavacions ha estat finalitzada, sembla que la construcció de les termes es produí a finals del segle i dC, probablement en època flàvia. Localitzades a la cantonada entre dos dels principals eixos viaris de la ciutat romana a poca distància d'on hi havia el tancament sud-est de la ciutat, davant de l'antic curs del Noguerola, el seu emplaçament devia optimitzar tant la captació i el desguàs de les aigües, com l'accés dels usuaris. El caràcter urbà de les termes el confirma, a més, la presència, especialment a la intervenció del carrer Democràcia, de fases d'ocupació anteriors que es remunten a època augustal, quan la ciutat obté la categoria de municipium.

## Façana Oest
Façana oest Identificada dins els límits de l'excavació del carrer Democràcia és la part més malmesa del complex. La dada més significativa ha estat constatar que una part dels elements que la defineixen són d'una fase constructiva anterior. Hem pogut constatar, doncs, que les potents fonamentacions d'opus caementicium del vestibulum i el tancament oest de l'apoditeri s'adossaren per darrere a una trama constructiva anterior, que pertany a la façana d'un carrer. Alineacions muràries que marcaren el modulatge ortogonal del complex termal. Aquest carrer, que en un primer moment tenia una amplada de nou metres i sengles porxades amb els corresponents basaments de columna, ja havia patit singulars reformes en el moment de construir els murs de maçoneria esmentats, reutilitzats per les termes. Finalment, i en una tercera fase, part d'aquests murs es van incloure en el tancament oest del complex. Esperem en un futur assolir una periodització sobre aquestes fases, durant les quals sembla prou evident que, tot i els canvis soferts, un gran carrer de la ciutat romana passava paral·lel al tancament oest de les termes. Perpendiculars al mur de maçoneria que tancava les termes partien uns murets que definien una habitació quadrangular de 15 metres quadrats. Ha estat interpretada des d'un punt de vista hipotètic com una taverna, a partir exclusivament de la presència del carrer i dels abundants exemples que la bibliografia ens ofereix de conjunts termals envoltats de tabernae que donen a espais públics i, des de les quals fins i tot s'accedia a l'interior del complex, com en el cas de les termes centrals de Pompeia o les de Neptú a Òstia. El següent espai està definit ja per les noves i potents fonamentacions d'opus caementicium encofrat combinat amb grans blocs rectangulars de sorrenca. La primera sorpresa, a part de constatar una mateixa fàbrica que als murs de l'apoditeri documentats a l'excavació del carrer del Cardenal Remolins, fou veure sobre el plànol com aquestes es trobaven perfectament alineades i construïdes seguint els eixos d'aquell edifici, tot i trobar-se a setze metres de distància.
Hem de destacar la documentació, just al límit d'excavació, d'un tram de fonamentació, perpendicular als murs nord i sud de l'apoditeri, que correspon al tancament oest d'aquest gran espai rectangular. Alhora aquest mur feia de partió a un nou àmbit de planta quadrada tancat al nord, i al sud parcialment, per la continuació de les alineacions muràries de l'apoditeri. Dins d'aquest nou espai s'hi reconeixen dos àmbits. El primer és una petita habitació de planta rectangular de 4 per 2,8 metres delimitada per un mur paral·lel i equidistant a la perllongació dels tancaments nord i sud de l'apoditeri, concretament a quatre metres de cadascun, que es lliga a un altre de perpendicular. L'extrem sud d'aquesta darrera alineació presenta una curiosa planta en forma de L invertida que supera la prolongació del tancament sud de l'apoditeri, segurament amb la intenció d'alinear-se i lligar-se a un dels murs de maçoneria de la fase anterior que delimita l'espai que es considera una taverna. La resta de la superfície devia quedar tancada per una façana no conservada, de manera que configurava un espai en forma de L capgirada que hem interpretat com a vestibulum. Pel fet que no disposem de paviments és molt difícil de saber l'ús a què foren destinats aquests espais. Això no obstant, sembla prou clar que es tractava d'habitacions que allotjaven serveis relacionats amb l'entrada al complex termal, feta des del carrer adjacent. L'esmentat vestíbul devia tenir, a més, una porta de comunicació amb el gran apoditeri-basílica de planta rectangular, on suposem que hi havia els vestidors.

## Localització de les termes dins l'urbanisme de la ciutat
Un dels grans problemes per entendre la ciutat romana ha estat l'absolut desconeixement dels seus límits. En els últims anys, el gran nombre d'excavacions està permetent, encara que des d'un punt de vista bastant hipotètic, definir l'extensió màxima de la ciutat romana en època imperial, que suposem que devia ser de 24 hectàrees. L'absència de muralles ens obliga, doncs, a considerar com a elements vàlids per a la seva concreció els condicionaments topogràfics del Turó, l'absència de restes romanes a l'oest de la intervenció del carrer Major, 17, i el traçat de muralles medievals dibuixat en la cartografia militar (Catllar; Armengol, 1987: 115-116). Dades que permeten restituir l'àrea màxima de la ciutat, i que ens demostren que aquesta s'havia estès a l'est i que havia ocupat l'actual barri de la Magdalena fins a l'areny de l'antic riu Noguerola. En els darrers quatre anys les excavacions dels carrers d'Anselm Clavé, Democràcia i Remolins han confirmat que l'edifici de l'antic portal de Magdalena formava part de la ciutat. A més, podem dir amb tota seguretat que la ciutat romana no s'estenia a l'oest, on l'estreta franja que hi ha entre el Turó i el riu Segre no permetia la construcció de complexos com les termes del carrer Remolins, per la qual cosa es convertí en una zona fora dels límits de la ciutat sotmesa a les contínues avingudes.
La descoberta de les termes públiques de la ciutat d'Ilerda ha produït un canvi important en la visió que tots els arqueòlegs teníem de la ciutat romana. Ja no podem pensar en un fet urbà de poca entitat i en retrocés des del moment que sorgeixen les grans ciutats de Barcino i Cesaraugusta. Sembla que el municipium creat per August devia tenir un marcat dinamisme durant tot l'Imperi fruit de l'existència d'una base social prou important capaç de gaudir dels banys públics de la ciutat i de costejar-los. Importància que demostraven les fonts epigràfiques, però que no s'havia concretat encara amb cap edificació.